# 村上伸次
村上 伸次（むらかみ のぶつぐ、1969年5月11日 - ）は、東京都目黒区出身のサッカー審判員（元プロフェッショナルレフェリー）、元サッカー選手（ポジションはDF）。岐阜県在住。

## 来歴
目黒区立第八中学校、帝京高校から立正大学卒業。帝京高校時代の同級生に森山泰行、礒貝洋光がいる。大学卒業後、当時ジャパンフットボールリーグ（旧JFL）に所属していた西濃運輸でプレーしたが、1997年シーズン終了後の旧JFL解散とともにチームが廃部となることが決まり、「サッカーに関わっていたい」という思いと、学生時代に取得していた4級審判員の資格を思い出し、28歳にして審判の道を目指すことになる。
学生時代に取得した4級審判員資格は失効していたため取り直し、西濃運輸での社業の傍ら1998年に2級審判員、2002年に1級審判員の資格を取得。2004年から日本プロサッカーリーグ（Jリーグ）の主審として活動している。
2005年4月28日、J1第8節・名古屋グランパスエイト対東京ヴェルディ1969（名古屋市瑞穂公園陸上競技場）の試合で当初第4審を務めていたが、主審を務めていた家本政明の負傷により後半から主審と交代。これが村上にとってJ1初主審となった。
2007年に西濃運輸を退社し、翌2008年からはスペシャルレフェリー（SR、現プロフェッショナルレフェリー：PR）契約を結んだ。
2021年12月1日、2021年シーズン限りでトップリーグ（Jリーグ）担当審判員から勇退することが日本サッカー協会から発表された。2019年1月に大病(中程度の膀胱癌)を患い、集中治療室に運ばれ、同年の3月まで入院したことがきっかけになり、投薬治療で痛みを散らしながら審判を続けていたが、2021年10月16日のJ1第32節・ヴィッセル神戸対アビスパ福岡戦でJリーグ通算500試合出場を達成したことで節目と考えて引退することを決意したという。J1リーグの最終担当試合は2021年12月4日に行われた最終節・名古屋グランパス対浦和レッズ（豊田スタジアム）で、試合後には両チームの選手の作った花道を通ってピッチを後にし、最後に胴上げで見送られた。途中で浦和の槙野智章が、ユニフォームを脱いで村上に向けた感謝のメッセージを書き込んだアンダーシャツを見せ、村上が槙野にイエローカードを出す場面があったが、このイエローカードは村上からの要望などにより、公式記録には載っていない。
2022年からは後進の指導にあたるほか、ビデオ・アシスタント・レフェリー[VAR]およびAVAR専任担当として審判員登録されている。

## 所属クラブ
- 東京都目黒区立大岡山小学校
- 東京都目黒区立第八中学校
- 帝京高等学校
- 立正大学
- 西濃運輸サッカー部 1992年 - 1997年

## 経歴
- 1級審判員登録：2002年11月14日
- Jリーグ登録：J2副審 2003年/J2主審 2004年-2005年/J1主審 2006年-

2010年に国際主審として登録予定だったが国際審判登録の年齢が1年遅かったため、国際主審にはなれなかった。
- Jリーグ(J1)初主審：2005年4月28日 名古屋グランパスエイト対東京ヴェルディ1969戦（名古屋市瑞穂陸上競技場）
- Jリーグ(J2)初主審：2004年3月27日 横浜FC対モンテディオ山形戦（横浜市三ツ沢公園球技場）
- Jリーグ(J2)初副審：2003年4月26日 横浜FC対湘南ベルマーレ戦（横浜市三ツ沢公園球技場）
- Jリーグ(J3)初主審：2016年7月23日 Y.S.C.C.横浜対グルージャ盛岡戦（ニッパツ三ツ沢球技場）
- Jリーグ(カップ戦)初主審：2007年3月25日 横浜FC対ジュビロ磐田戦（横浜市三ツ沢公園球技場）
- Jリーグ(カップ戦)初副審：2004年4月29日 大分トリニータ対ジェフユナイテッド市原戦（大分スポーツ公園総合競技場）

## 出場記録
| 国内大会個人成績 | 国内大会個人成績 | 国内大会個人成績 | 国内大会個人成績 | 国内大会個人成績 | 国内大会個人成績 | 国内大会個人成績 | 国内大会個人成績 | 国内大会個人成績 | 国内大会個人成績 | 国内大会個人成績 |
| 年度             | J1               | J1               | J2               | J2               | J3               | J3               | リーグ杯         | リーグ杯         | 天皇杯           | 天皇杯           |
| 年度             | 主審             | 副審             | 主審             | 副審             | 主審             | 副審             | 主審             | 副審             | 主審             | 副審             |
| ---------------- | ---------------- | ---------------- | ---------------- | ---------------- | ---------------- | ---------------- | ---------------- | ---------------- | ---------------- | ---------------- |
| 2003             | 0                | 0                | 0                | 5                | -                | -                | 0                | 0                | 0                | 0                |
| 2004             | 0                | 0                | 14               | 0                | -                | -                | 0                | 1                | 1                | 0                |
| 2005             | 2                | 0                | 14               | 0                | -                | -                | 0                | 0                | 2                | 0                |
| 2006             | 4                | 0                | 18               | 0                | -                | -                | 0                | 0                | 4                | 0                |
| 2007             | 12               | 0                | 9                | 0                | -                | -                | 3                | 0                | 2                | 0                |
| 2008             | 21               | 0                | 8                | 0                | -                | -                | 5                | 0                | 3                | 0                |
| 2009             | 21               | 0                | 11               | 0                | -                | -                | 8                | 0                | 1                | 0                |
| 2010             | 24               | 0                | 10               | 0                | -                | -                | 4                | 0                | 2                | 0                |
| 2011             | 24               | 0                | 10               | 0                | -                | -                | 4                | 0                | 2                | 0                |
| 2012             | 23               | 0                | 10               | 0                | -                | -                | 5                | 0                | 3                | 0                |
| 2013             | 22               | 0                | 10               | 0                | -                | -                | 4                | 0                | 4                | 0                |
| 2014             | 20               | 0                | 12               | 0                | 0                | 0                | 5                | 0                | 3                | 0                |
| 2015             | 19               | 0                | 14               | 0                | 0                | 0                | 3                | 0                | 3                | 0                |
| 2016             | 20               | 0                | 11               | 0                | 3                | 0                | 4                | 0                | 2                | 0                |
| 2017             | 21               | 0                | 11               | 0                | 0                | 0                | 6                | 0                | 3                | 0                |
| 2018             | 14               | 0                | 7                | 0                | 0                | 0                | 2                | 0                | 3                | 0                |
| 2019             | 20               | 0                | 12               | 0                | 0                | 0                | 4                | 0                | 2                | 0                |
| 2020             | 19               | 0                | 9                | 0                | 0                | 0                | 2                | 0                | 0                | 0                |
| 2021             |                  |                  |                  |                  |                  |                  |                  |                  |                  |                  |
| 通算             | 286              | 0                | 190              | 5                | 3                | 0                | 59               | 1                | 40               | 0                |

- VAR、AVAR、AAR（追加副審）

| 国内大会個人成績 | 国内大会個人成績 | 国内大会個人成績 | 国内大会個人成績 |
| 年度             | VAR              | AVAR             | AAR              |
| ---------------- | ---------------- | ---------------- | ---------------- |
| 2016             | -                | -                | 3                |
| 2017             | -                | -                | 6                |
| 2018             | -                | -                | 3                |
| 2019             | 1                | 0                | 1                |
| 2020             | 0                | 0                | -                |
| 2021             |                  |                  | -                |
| 通算             | 1                | 0                | 13               |

- 日本フットボールリーグ(JFL)

| JFL個人成績 | JFL個人成績 | JFL個人成績 |
| 年度        | 主審        | 副審        |
| ----------- | ----------- | ----------- |
| 2003        | 4           | 10          |
| 2007        | 0           | 2           |
| 通算        | 4           | 12          |

- その他の国内公式戦
  - 全日本大学サッカー選手権 (2008)
  - 全国高等学校サッカー選手権 (2009)
  - J1参入プレーオフ (2012、2013、2017)
  - Jリーグチャンピオンシップ (2016)

## 決勝担当
| 開催年月日     | 大会                                      | 対戦カード         | 対戦カード         | 結果        | 会場                     | 担当     |
| -------------- | ----------------------------------------- | ------------------ | ------------------ | ----------- | ------------------------ | -------- |
| 2008年3月1日   | ゼロックススーパーカップ 2008             | 鹿島アントラーズ   | サンフレッチェ広島 | 2-2 (PK3-4) | 国立競技場               | 第4審    |
| 2009年1月11日  | 第57回全日本大学サッカー選手権大会        | 筑波大学           | 中央大学           | 1-2         | 国立競技場               | 主審     |
| 2009年11月3日  | Jリーグヤマザキナビスコカップ             | FC東京             | 川崎フロンターレ   | 2-0         | 国立競技場               | 主審     |
| 2010年1月11日  | 第88回全国高等学校サッカー選手権大会      | 山梨学院           | 青森山田           | 1-0         | 国立競技場               | 主審     |
| 2013年12月8日  | J1昇格プレーオフ                          | 京都サンガ         | 徳島ヴォルティス   | 0-2         | 国立競技場               | 主審     |
| 2015年12月5日  | 明治安田生命2015Jリーグチャンピオンシップ | サンフレッチェ広島 | ガンバ大阪         | 1-1         | エディオンスタジアム広島 | 第4審    |
| 2016年1月1日   | 第95回天皇杯全日本サッカー選手権大会      | 浦和レッズ         | ガンバ大阪         | 1-2         | 味の素スタジアム         | 主審     |
| 2016年10月15日 | 2016 JリーグYBCルヴァンカップ             | ガンバ大阪         | 浦和レッズ         | 1-1 (PK4-5) | 埼玉スタジアム2002       | 追加副審 |
| 2018年12月8日  | 2018 J1参入プレーオフ                     | ジュビロ磐田       | 東京ヴェルディ     | 2-0         | ヤマハスタジアム         | 追加副審 |
| 2021年10月30日 | 2021 JリーグYBCルヴァンカップ             | 名古屋グランパス   | セレッソ大阪       | 2-0         | 埼玉スタジアム2002       | 第4審    |